# Liste der Monuments historiques in Saint-Marc-sur-Seine
Die Liste der Monuments historiques in Saint-Marc-sur-Seine führt die Monuments historiques in der französischen Gemeinde Saint-Marc-sur-Seine auf.

## Liste der Objekte
| Bezeichnung | Beschreibung                                  | Standort                     | Kennzeichnung | Schutzstatus | Datum | Bild |
| ----------- | --------------------------------------------- | ---------------------------- | ------------- | ------------ | ----- | ---- |
| Truhenbank  | Eichenholz, erste Hälfte des 17. Jahrhunderts | in der Kirche St-Marc (Lage) | PM21001998    | Classé       | 1966  |      |